# Час (фільм, 2011)
«Час» (англ. In Time) — науково-фантастичний трилер Ендрю Нікола. Прем'єрний показ в США відбувся 28 жовтня 2011 року, в Україні — 27 жовтня.

## Сюжет
В недалекому майбутньому буде світ, в якому ген старіння переможено, а заради профілактики перенаселення час життя став валютою і платою за розкіш і задоволення своїх потреб. Багачі можуть жити вічно, а біднякам доводиться торгуватися за безсмертя. Головний герой — простий хлопець з нетрів, Вілл Салас, що став володарем часу довжиною в понад століття, який подарував йому такий собі Генрі Гамільтон, пояснюючи свій вчинок, що просто змучився жити так довго, і заповів «не марнувати його часу». Проте Вілл Салас не встигає врятувати свою матір, якій не вистачило секунд. Хлопець вирішує здійснити подорож в іншу часову зону, там де час незліченний, люди не дивляться на свій годинник, а життя тече плинно та впевнено. Він знайомиться з Сільвією Вейз, дочкою Філіпа Вейза, одного з найбагатших володарів часу. Зрештою хлопця знаходять, ніхто не повірив в те, що століття було отримано «задарма», і Вілла звинувачують у вбивстві. Йому доводиться тікати від поліції, відомої як «вартові часу». Вілл викрадає Сільвію, але врешті вони закохуються. Разом вони починають грабувати банки Вейза, роздаючи викрадений час біднякам.
Усвідомивши, що дрібні крадіжки не допоможуть змінити ситуацію, Вілл і Сільвія нападають на офіс Вейза. Вони крадуть мільйон років. Після крадіжки і погоні Вілл віддає капсулу часу з мільйоном років своїй знайомій дівчинці Майї, щоб вона роздала його всім людям у гетто. Вартовий часу Леон ловить Вілла і Сільвію, але він знехтував підзарядкою добових, в результаті чого вмирає. У грабіжників залишається півхвилини, щоб добігти до його машини, Вілл встигає, заряджає його добові і ділиться отриманим часом зі Сільвією. Населення гетто, отримавши достатньо часу, переходить в зону Нью-Гринвіч. Система валиться. А Вілл і Сільвія йдуть грабувати новий банк часу …

## В ролях
| Актор                   | Роль                      |
| ----------------------- | ------------------------- |
| Аманда Сейфрід          | Сільвія Вейз              |
| Джастін Тімберлейк      | Вілл Салас                |
| Олівія Вайлд            | Рейчел Салас              |
| Меттью Бомер            | Генрі Гамільтон           |
| Кілліан Мерфі           | хронометрист Леон         |
| Єлена Сатіне            | Жасмін                    |
| Алекс Петтіфер          | Фортіс                    |
| Джонні Галецкі          | Борел                     |
| Вінсент Картайзер       | Філіпп Вейз               |
| Рейчел Робертс          | Каррера                   |
| Етан Пек                | Костянтин                 |
| Яя Дакоста              | Грета                     |
| Белла Хіткот            | Мішель Вейз               |
| Тобі Хемінгуей          | хронометрист Корс         |
| Джессіка Паркер Кеннеді | Едуарда                   |
| Коллінз Пенні           | хронометрист Ягер         |
| Саша Пивоварова         | Клара Вейз бабуся Сільвії |
| Максимиліан Осінскі     | Луїс                      |

## Зйомки
12 і 27 липня 2010 року стало відомо про те, що Аманда Сейфрід і Джастін Тімберлейк отримали головні ролі в картині. 9 серпня 2010 року Кілліан Мерфі погодився взяти участь у фільмі.
Перші фотографії зі зйомок з'явилися 28 жовтня 2010 року. 20th Century Fox та New Regency стали дистриб'юторами, а зпродюсують картину Марк Абрахам і компанія Еріка Ньюмена Strike Entertainment.

## Назва
Робочі назви фільму були «Без.смертний» (I'm.mortal) і «Зараз» (Now).

## Відгуки
Фільм отримав змішані відгуки критиків. Агрегатор рецензій Rotten Tomatoes повідомляє, що 37% зі 174 критиків дали фільму позитивну оцінку, з середньою оцінкою 5,30/10. Консенсус на сайті звучить так: "Інтригуючу передумову та привабливий акторський склад легко перекреслює тупа, груба розповідь". Metacritic, який присвоює середньозважений бал зі 100 рецензіям основних критиків, поставив фільму 53 бали на основі 36 рецензій. Опитування CinemaScore показало, що середня оцінка, яку глядачі поставили стрічці, — "4 з мінусом" за шкалою від "А" до "F". Роджер Еберт дав фільму позитивну рецензію з 3 зірками з 4, зазначивши, що "передумова до біса інтригуюча", але "значна частина цього фільму була зібрана зі стандартних елементів". Генрі Барнс зазначив, що Вілл є "одним з 99%" і називає персонажа "Rolex Robin Hood".

## Касові збори
У перший вікенд фільм зібрав 12 мільйонів доларів, дебютувавши на третьому місці після "Кота в чоботях" і "Паранормального явища 3". Пізніше, протягом 14-ти вихідних, касові збори фільму знизилися. Зрештою фільм зібрав понад $37,5 млн у США та $136,4 млн у міжнародному прокаті, загалом зібравши $173,9 млн у світі.